# Aire urbaine de Beaune
L'aire urbaine de Beaune est une aire urbaine française centrée sur la ville isolée de Beaune. Composée de 25 communes (23 en Côte-d'Or et 2 en Saône-et-Loire), elle comptait 35 650 habitants en 2013.

## Caractéristiques
D'après la définition qu'en donne l'INSEE, l'aire urbaine de Beaune est composée de 31 communes, situées dans la Côte-d'Or et la Saône-et-Loire. Ses 35 521 habitants font d'elle la 178e aire urbaine de France.
Une seule commune de l'aire urbaine est un pôle urbain.
Le tableau suivant détaille la répartition de l'aire urbaine sur les départements (les pourcentages s'entendent en proportion du département) :
| Département    | Communes | Communes (%) | Superficie (km²) | Superficie (%) | Population (1999) | Population (%) |
| -------------- | -------- | ------------ | ---------------- | -------------- | ----------------- | -------------- |
| Côte-d'Or      | 29       | 4,1          | 319,17           | 3,6            | 34 284            | 6,8            |
| Saône-et-Loire | 2        | 0,3          | 36,40            | 0,4            | 1 237             | 0,2            |

L'aire urbaine de Beaune est rattachée à l'espace urbain Est.